# 조지아주의 대학 목록
다음은 미국 조지아주의 대학 목록이다.

## 공립

### USG
- 조지아 공과대학교
- 조지아 대학교
- 조지아 주립 대학교
- 조지아 서던 대학교
- 발도스타 주립 대학교
- 조지아 사우스웨스턴 주립대학교

## 사립
- 에모리 대학교
- 머서 대학교
- 콜럼비아 신학대학원

## 같이 보기
- 미국의 대학 목록